# Malacoangelia assamica
Malacoangelia assamica är en kvalsterart som beskrevs av Talukdar och Chakrabarti 1984. Malacoangelia assamica ingår i släktet Malacoangelia och familjen Hypochthoniidae. Inga underarter finns listade i Catalogue of Life.